# Système de retraite en Italie
Le système de retraite en Italie, qui était le plus généreux des systèmes de retraite en Europe, a subi des réformes profondes dans les années 1990, qui visaient aussi bien à développer la retraite par capitalisation qu'à réduire le coût de la retraite par répartition, en limitant les possibilités de partir tôt avec une retraite à taux plein.
En Italie, l'âge légal minimum de 65 ans pour les hommes et de 60 ans pour les femmes est conditionné à une durée minimum d'assurance de
20 ans. Les femmes sont néanmoins incitées à reporter la liquidation à 65 ans par un dispositif de Surcote pour années supplémentaires, qui augmente le taux d'annuité de 0,5 point par année supplémentaire. L'âge légal minimum était initialement de 60 ans pour les hommes et de 55 ans pour les femmes dans le secteur privé (60 pour hommes et femmes dans le public). Il a été relevé au rythme d'un an tous les deux ans par la loi de réforme de 1992, et accéléré ensuite au rythme d'un an tous les 18 mois par la réforme de 1995.

## Situation avant les réformes des années 1990
Les prestations pour les salariés du secteur privé étaient calculées sur la base du salaire moyen des 5 dernières années. L'existence d'une pension minimale et de taux d’annuité plus faibles pour les tranches supérieures de salaire rendaient le système relativement redistributif.
Mais début des années 1990, le système de retraite en Italie, très généreux, était devenu de plus en plus coûteux, mais aussi compliqué, fragmenté et inéquitable. Il absorbait à lui seul 59,6 % des dépenses de protection sociale, et ce constat a entraîné la réforme de 1992, puis celle de 1995, qui a bouleversé la conception du système de retraite par répartition, à prestations définies, en le transformant virtuellement en un dispositif de retraite par capitalisation, mais à caractère public, sans fonds de pension. Les droits acquis des retraités et des travailleurs les plus âgés ont été sauvegardés, mais ceux des jeunes générations ne l'ont pas été.

## Réforme Amato de 1992
En 1992, la réforme menée par le président du conseil, le socialiste Giuliano Amato modifie tous les paramètres de calcul de la prestation, et préfigure la réforme Balladur des retraites de 1993, qui aura lieu l'année suivante en France :
- les critères d’obtention de la pension de vieillesse sont durcis, en augmentant progressivement les années de cotisation requises (de 15 en 1992 à 20 ans à 2002) et l’âge requis (de 60 à 65 ans pour les hommes, de 55 à 60 ans pour les femmes). La durée de cotisation nécessaire dans le public est alignée sur les 35 ans du privé.
- les pensions sont indexées sur les prix et non plus sur les salaires
- la période de calcul du salaire de référence est progressivement allongée à l’ensemble de la carrière.

Pour faire passer une réforme impopulaire, le gouvernement du socialiste Giuliano Amato décide cependant qu'elle ne jouera à plein que pour ceux qui entrent sur le marché du travail après 1992

## Réforme de 1993
Une deuxième réforme en 1993 a introduit une souplesse dans l'âge de départ à la retraite : l'âge de départ peut varier de 57 à 65 ans, aussi bien pour les hommes que pour les femmes, à condition d'avoir cotisé au moins 35 ans. À la suite d'un accord en 1997 entre le gouvernement italien et les syndicats, il a ensuite été prévu l'alignement du système du secteur public sur celui du privé, soit un âge de départ fixé à 57 ans, pour toute personne ayant accumulé au moins 35 ans de cotisations. Le taux de remplacement (ce que représente la pension de retraite par rapport au dernier salaire) peut s'élever jusqu'à 80 % du salaire, et ce après 40 ans de cotisations.

## Réforme de 1995
La réforme de 1995 a fait le choix crucial de transformer le système à prestations définies en un dispositif à cotisations définies, qui introduit un principe de capitalisation virtuelle, par la création d’un compte individuel pour chaque assuré, financé par une part fixe du salaire, le taux de cotisation d’équilibre (33 % pour les salariés, 20 pour les indépendants). Ensuite, le capital virtuel est revalorisé selon le taux de croissance moyen du PIB des cinq dernières années. Le calcul inclut aussi un coefficient de transformation, qui augmente avec l’âge mais diminue à mesure que progresse l’espérance de vie. De fait de ce système, le choix de l’âge de départ n’est plus déterminé par une norme collective explicite, mais devient flexible (de 57 à 65 ans). 
Pendant la phase transitoire, qui s’étendra jusqu’en 2060, la réforme conduit à la coexistence de trois systèmes :
- à cotisations définies pour les travailleurs qui cotisent à partir de 1996
- à prestations définies pour les travailleurs ayant cotisé au moins 18 ans en 1995
- mixte pour ceux qui avaient moins de 18 ans de cotisation en 1995, dans lequel la participation au système contributif est proportionnelle à la période de cotisation dans le nouveau dispositif.

## Mise en place d'une retraite par capitalisation en 1997
La loi de 1997 qui a suivi, fixant une nouvelle réforme générale du système des pensions, avec la mise en place d'une retraite par capitalisation, favorisée par des incitations fiscales, qui concernait en 2003 5 % des travailleurs du privé, principalement les cadres supérieurs, la loi prévoyant que ce pourcentage passe à 30 % en 2005, une évolution qui a été rendue difficile par les crises boursières de 2001-2002 et 2008.
En 2001 les adhérents aux fonds de pension italiens étaient près de deux millions (1 million aux fonds
négociés et 700 000 aux fonds existants avant la réforme de 1993). L'Italie comptait en effet de longue date des plans professionnels de retraite volontaires, se traduisant par la création d'un « fonds obligatoire d’indemnité de fin de carrière » (TFR, Trattamento di fine rapporto), reposant sur une cotisation obligatoire de l’employeur de 7,4 % du salaire brut. Ces fonds professionnels constituaient une source de financement à très bon marché pour les entreprises italiennes, avec une contrainte de rentabilité très faible (1,5 % plus 75 % du taux de croissance de l’indice des prix à la consommation.
Le législateur a essayé à plusieurs reprises de faire financer la retraite par capitalisation par les TFR. Le premier pas a été la loi de 1993 permettant de verser la cotisation annuelle de TFR aux fonds de pension pour les nouveaux assurés. Le gouvernement D’Alema en 2000 avait proposé de rendre automatique pour tous les travailleurs l’attribution du total du TFR annuel aux fonds de pension. Le patronat, répugnant à perdre cette source de financement à bon marché, avait conditionné l’acceptation de cette proposition à une réforme de la totalité du système de Sécurité sociale et à une réduction du taux de cotisation obligatoire.